# Аренас дел Рей
Аренас дел Рей (на испански: Arenas del Rey) е населено място и община в Испания. Намира се в провинция Гранада, в състава на автономната област Андалусия. Общината влиза в състава на района (комарка) Алама. Заема площ от 116 km². Населението му е 2029 души (по данни от 2010 г.). Разстоянието до административния център на провинцията е 44 km.

## Демография
| 1930 | 1940 | 1950 | 1960 | 1970 | 1981 | 1991 | 2001 | 2005 | 2006 |
| ---- | ---- | ---- | ---- | ---- | ---- | ---- | ---- | ---- | ---- |
| 1578 | 2049 | 2337 | 2010 | 1499 | 2174 | 2065 | 1990 | 2157 | 2202 |